# Robert Fogelin
Robert John Fogelin (né en juin 1932, mort le 24 octobre 2016), est un philosophe américain professeur Sherman Fairchild en humanités (emeritus) au Dartmouth College où il enseigne depuis 1980. Il est élu fellow de l'Académie américaine des arts et des sciences en 2005.
Fogelin reçoit son B.A. de l'université de Rochester en 1955. En 1957 il reçoit son M.A. de l'université Yale et en 1960 son Ph.D. également de Yale. Il rejoint la faculté du Pomona College en 1958. En 1966, il est nommé professeur associé à Yale. Il occupe le poste de master du Trumbull College (en) de l'université Yale de 1973 à 1976. Fogelin reste à Yale jusqu'en 1980 lorsqu'il est nommé professeur à Dartmouth.

## Publications (sélection)
- Fogelin, Robert J. (2009) Taking Wittgenstein at His Word, Princeton, Princeton University Press
- Sinnott-Armstrong, Walter and Fogelin, Robert J. (2009) Understanding Arguments: An Introduction to Informal Logic, Wadsworth Publishing
- Fogelin, Robert J. (2003) A Defense of Hume on Miracles, Princeton, Princeton University Press (part of the Princeton Monographs in Philosophy)
- Fogelin, Robert J. (1988) Figuratively Speaking, New Haven, Yale University Press